# Das Schulgespenst
Der DDR-Kinderfilm Das Schulgespenst von Regisseur Rolf Losansky ist eine Rollentausch-Komödie aus dem Jahr 1987. Der Film basiert auf dem gleichnamigen Kinderbuch von Peter Abraham.

## Handlung
Carola Huflattich geht in die 4. Klasse. Sie ist nicht das, was man sich unter einem artigen Mädchen vorstellt. Die Eltern Huflattich und auch die Lehrer haben ihre lieben Sorgen mit Carola. Sie wünschen sich, dass Carola doch mal etwas netter sei. Ihre Mutter möchte, dass Carola auch einmal ein schönes Kleid anzieht. Doch von all dem möchte Carola nichts wissen. Ihre Noten sind nicht die besten, und so kommt es zu einem Streit mit ihrer Mutter. Zum Glück hat Carola ihren besten Freund Willi, auch wenn selbst ihm Carolas Ideen manchmal etwas zu viel werden.
Als Carola eines Tages im Unterricht kippelt, umkippt und den Stuhl zerstört, wird sie in den Keller geschickt, einen neuen zu holen. Im Keller ist es ganz schön gruselig, und so stellt sich Carola vor, dass dort ein Gespenst wäre, welches sie in die Tasche stecken würde. Wieder in ihrer Klasse, hört sie eine Stimme aus ihrer Hosentasche, genau von dort aus, wohin sie ihr erdachtes Gespenst gesteckt hatte.
Das Gespenst möchte von Carola einen Körper, also zeichnet sie an die Wandtafel ein Gespenst. Das Gespenst freut sich zunächst darüber, dass es nun sichtbar ist. Dann sieht es aber, wie schlecht doch Carola zeichnen kann. Das Gespenst würde viel lieber ganz niedlich aussehen, mit schönen Schleifen im Haar und einem Kleid. Mit solchen Ideen kann Carola natürlich gar nichts anfangen. Schließlich kommen beide auf die Idee, zu tauschen. Carola möchte als Geist herumspuken, und der Geist könnte dann in ihrem Körper Kleider tragen und in den Unterricht gehen. Carola möchte nur zu den Sportstunden und in den Pausen wieder in ihren alten Körper zurückkehren. Durch einen Blick in einen Handspiegel, den die Lehrerin im Klassenraum vergessen hatte, und die „magischen“ Worte Bu Hu tauschen beide ihre Körper.
Zunächst gefällt Carola das Leben als Geist. Sie spukt durch die Schule und spielt den Lehrern Streiche. Doch dann sieht sie, was der Geist in ihrem Körper anrichtet. Dieser ist eine ganz strebsame Schülerin und macht sich beliebt bei den Lehrern und ihren Eltern. Der Vater wünscht sich bald seine alte kumpelhafte Tochter zurück. Der Geist verhält sich auch sehr zickig und unkameradschaftlich den Mitschülern gegenüber. Daraufhin möchte Carola wieder den Körper tauschen, doch der Geist denkt gar nicht daran, wieder in seinen alten Körper zu gehen. Damit dies nicht geschieht, gibt das Gespenst den Spiegel an die Lehrerin zurück.
Carola versucht nun alles, um wieder an den Spiegel zu kommen. Zum Glück kann sie Willi davon überzeugen, dass sie nun im Geisterkörper ist. Gemeinsam gelingt es ihnen, den Geist zu überlisten und an den Spiegel zu kommen. So kann Carola sich wieder zurückverwandeln. Aber auch der Geist kommt gut dabei weg. Sie versprechen ihm, immer Mathehausaufgaben in den Keller zu bringen, und Carola wird ihm auch all ihre Kleider vorbeibringen.

## Produktion und Veröffentlichung
Das Schulgespenst wurde von der Künstlerischen Arbeitsgruppe „Roter Kreis“ auf ORWO-Color gedreht und hatte seine Uraufführung am 7. Februar 1987 im Geraer Palasttheater. Im Fernsehen wurde der Film das erste Mal am 2. September 1989 im 1. Programm des Fernsehens der DDR ausgestrahlt. Eine erste Aufführung des Films in der Bundesrepublik erfolgte am 3. März 1988.
Die Dramaturgie lag in den Händen von Carmen Blazejewski, das Szenarium stammt von Peter Abraham.

## Rezensionen
„... voller Poesie und Witz; souverän wird die Alltagsrealität von Kindern phantasievoll gebrochen, ins Komödiantische und Ironische übersteigert. Viele Szenen sind auf Pointen hin geschrieben; der Film hat ein enormes Tempo.“

„Viele Überraschungen, manche heiter-ernste Verwicklung, vergnügliche filmische Einfälle, Phantasie und Leichtigkeit zeichnen diesen Streifen aus. Seine Quintessenz: das wichtigste ist doch, sich selber treu zu bleiben.“

„… ein hübscher Film mit malerischen Bildern. Er hat Witz, Spannung und fängt Kinderbuchpoesie ein. Das Gespenst ist kein Monster, das einem Ufo entsteigt, sondern sieht aus, als stamme es aus der Zeichentrickkiste, mit naiver Feder gemalt.“

## Auszeichnungen
- 1987: Kinofestival Goldener Spatz 1987 in Gera: Ehrenpreis der Kinderjury.
- 1987: Kinderfilm-Festival Essen: Blauer Elefant der Kinderjury